# Paul Alfred Weiss
Paul Alfred Weiss, född 21 mars 1898 i Wien, död 8 september 1989 i White Plains, New York, var en österrikisk biolog som specialiserade sig på morfogenes, utvecklingsbiologi, celldifferentiering och neurobiologi. 

## Biografi
Paul Weiss föddes i Wien som son till Carl S. Weiss, en affärsman, och Rosalie Kohn Weiss. Han tog sin studentexamen 1916. Efter slutet av första världskriget, och tre år som officer i artilleriet påbörjade han studier i maskinteknik vid Technische Hochschule i Wien (numera Technische Universität Wien). Han ändrade dock studieinriktning till biologi och en mindre del fysik. Han disputerade 1922 för handledaren Hans Prizbram, då chef för det biologiska forskningsinstitutet vid vetenskapsakademin i Wien, doktorsavhandlingen undersökte fjärilars reaktioner på ljus och gravitation. Efter att ha avslutat sin avhandling reste han i Europa, och han blev biträdande direktör för det biologiska forskningsinstitutet vid Wiens vetenskapsakademi. 
Hans studier av extremiteters förnyelse hos vattensalamandrar visade att en komplett lem kunde återbildas, även om viktig vävnad var avlägsnad från stumpen. Han studerade celldifferentiering, omplantering och ombildandet av nervbanor i extremiteter, med hjälp av vattensalamandrar och grodor för sina experiment. Han fortsatte med att forska i neurobiologi och morfogenes. Han introducerade idén om det "naturliga experimentet", där suggestiva exempel från naturen blev en del av undervisningen. 
En framtida tjänst vid universitetet i Frankfurt gick förlorad 1930 på grund av depressionen och Weiss flyttade till USA. År 1931, efter att ha studerat utveckling av cellkulturer för en tid, lyckades Weiss få ett stipendium för att arbeta med Ross Granville Harrison vid Yale. Han blev amerikansk medborgare år 1939 och publicerade sina Principer för utveckling samma år. Från 1933 till 1954, efter att ha arbetat en kort tid vid Yale, undervisade han vid University of Chicago. 
I sitt arbete med vävnadskulturer redogjorde Weiss för celltillväxtens olika delar och visade hur cellmönster påverkas av sitt underlag. Genom försök visade han att de grundläggande neurala mönstren för samordning var självdifferentierande snarare än inlärda, men att högre ryggradsdjur kan "omskola" sina reflexer. 
Under andra världskriget arbetade han för den amerikanska regeringen med nervskador. År 1947 valdes han in i National Academy of Sciences. År 1951 invaldes han som utländsk ledamot av Kungliga Vetenskapsakademien i Stockholm. År 1954 blev han en av de första professorerna vid den nystartade Rockefeller University i New York, där han stannade i femton år. Paul Wiess tilldelades National Medal of Science av president Jimmy Carter år 1979. 